# Южен, източен и северен будизъм
„Южен будизъм“, „Източен будизъм“ и „Северен будизъм“ са понятия, използвани  понякога за описание на географското разпределение на школите на будизма, разпространен и практикуван извън Индия.

## Южен будизъм
„Южен будизъм“ обхваща школите, практикувани в Шри Ланка и по-голямата част от Югоизточна Азия. Обикновено се счита за синоним на Тхеравада, но тогава се прави уговорката, че Виетнам е изключение и там от последните няколко века основна традиция е Махаяна.

## Източно-азиатски и Северен будизъм
„Северен будизъм“ се отнася до школите, практикувани в Източна Азия - Китай, Тибет, Бутан, Непал, Корея, Монголия и Япония и обикновено се счита за синоним на Махаяна. Въпреки това, понятието Северен будизъм понякога се използва конкретно за тибетския (включително монголския) будизъм. В тази терминология будизмът в Китай, Япония и Корея се нарича Източен будизъм. Речникът за религия Брил използва термина Северен будизъм в смисъла единствено на Тантрически будизъм.

## Махаяна и Тхеравада в Азия
Употребата и значението на тези термини отразява само съвременната ситуация при различните школи в будизма в Азия, като дори това отражение е неточно. Докато Тхеравада понастоящем доминира в Югоизточна Азия, допреди 13 век Махаяна също е имала добра основа в този регион. Остатъци от Махаяна възгледи в общоприетия будизъм в Югоизточна Азия, като почитането на Локешвара – местното название за Авалокитешвара в Тайланд отразява ранното присъствие на Махаяна учения в света на „Южния будизъм“. Продължителният контакт между Югоизточна Азия и Индия допринася до разнообразни доктрини, реликви и текстове в Югоизточна Азия от традициите на Махаяна, Ваджраяна, както и на Тхеравада и другите Ранни будистки школи. Едва след западането на будизма в Индия, Тхеравада будизмът става основен в Югоизточна Азия, като доминираната от Тхеравада Шри Ланка заема мястото на Индия като източник на текстове и учители.
В Източна Азия и Тибет, земите традиционно описвани като прилежащи към „Северния будизъм“, традициите извън Махаяна също оказват влияние. Интересно е да се отбележи, че монашеският кодекс (Виная), спазван от монасите от Махаяна, се корени в традициите на различните направления в Хинаяна. Исторически е доказано съжителството на монаси от Махаяна и от не-махаянистични школи в манастири в Южна Азия по времето на разпространението на будизма от Индия към Източна Азия и това допълнително показва, че формата будизъм, практикувана в „Северните“ територии, вероятно запазва много от не-махаянистичните влияния. Нещо повече, в дадени региони на Китай и Източна Азия (особено в Южен Китай), не-махаянистичните форми често се оказват доминиращи.
Виетнам представлява интересен пример за страна, намираща се в граничния регион между Северните и Южните будистки школи. Както би могло да се очаква, виетнамският будизъм, който по настоящем е главно Махаяна, но има влияние от Тхеравада.